# Burg Ehrenfels (Hessen)
Die Burg Ehrenfels ist die Ruine einer Hangburg westlich von Rüdesheim am Rhein auf halber Strecke nach Assmannshausen im Rheingau-Taunus-Kreis in Hessen. Sie steht am nordöstlichen Rheinufer am steilen Hang des Rüdesheimer Berges, der mehrere der besten Weinlagen Deutschlands umfasst.
Von der einstigen knapp 600 Quadratmeter großen Zollburg sind die 4,6 Meter dicke, 20 Meter hohe Schildmauer mit ihren zwei 33 Meter hohen Ecktürmen sowie Reste des Palas und eines Torbaus erhalten.
Seit 2002 ist die Burg Ehrenfels Teil des UNESCO-Welterbes Oberes Mittelrheintal.
Wegen brütender Wanderfalken ist die Ruine nur von außen zu besichtigen.

## Beschreibung
An der Nordseite (Bergseite) befindet sich die Schildmauer mit ihren beiden runden Ecktürmen im Westen und Osten. Diese Mauer, ein Gebäuderest im Westen, der dreigeschossige Palas an der Südseite (Rheinseite) und die Ringmauer im Osten begrenzen einen Innenhof mit einer Zisterne. Der Zugang erfolgte einst von Osten durch die Vorburg mit einem Torbau. Von diesen Gebäuden der Vorburg sind nur noch Fundamente erkennbar. Unterhalb des Palas befand sich der Zwinger.

## Geschichte
Das Erzstift Mainz wurde während des Thronstreits zwischen Philipp von Schwaben und Otto von Braunschweig durch Pfalzgraf Heinrich I. angegriffen. Die Burg Ehrenfels wurde danach eventuell um das Jahr 1211 durch Philipp von Bolanden im Auftrag Erzbischofs Siegfried II. von Eppstein als Antwort auf diesen Angriff gebaut.
Obwohl Philipp von Bolanden die Burg mit eigenen Mitteln erbaute, erhob das Erzbistum Mainz Anspruch auf sie, als seine Witwe Beatrix Dietrich von Heinsberg heiratete. 1222 wurde die Burg durch königliches Urteil Mainz zugeschlagen. Sie wurde mit kurmainzischen Burgmannen besetzt und gegen Mitte des 13. Jahrhunderts Zollstation. Die eigentliche Zollstelle lag am Fluss und stand im Zusammenhang mit dem Binger Mäuseturm.
1301 wurde die Burg während des Rheinischen Zollkriegs der Kurfürsten gegen König Albrecht Stützpunkt des Mainzer Erzbischofs Gerhard II. von Eppstein und nach dem Sieg Albrechts für fünf Jahre an Gottfried von Brauneck übergeben. Stiftsverweser Kuno II. von Falkenstein baute die Anlage aus, nachdem sie ihm 1353 in der zweiten Mainzer Stiftsfehde verpfändet worden war. Erzbischof Gerlach von Nassau versuchte die Pfändschaft aufzulösen, indem er behauptete, Kuno wolle ihn ermorden lassen, und besetzte 1356 die Burg.
Mit der Burg als Wirtschaftswald verbunden waren der Niederwald, wie sich aus Forstberichten der Jahre 1587/88 ergibt, sowie ein Lehnshof an der Stelle des späteren Jagdschlosses Niederwald.
Im Dreißigjährigen Krieg wurde die Burg mehrfach belagert und von verschiedenen Kriegsparteien besetzt.

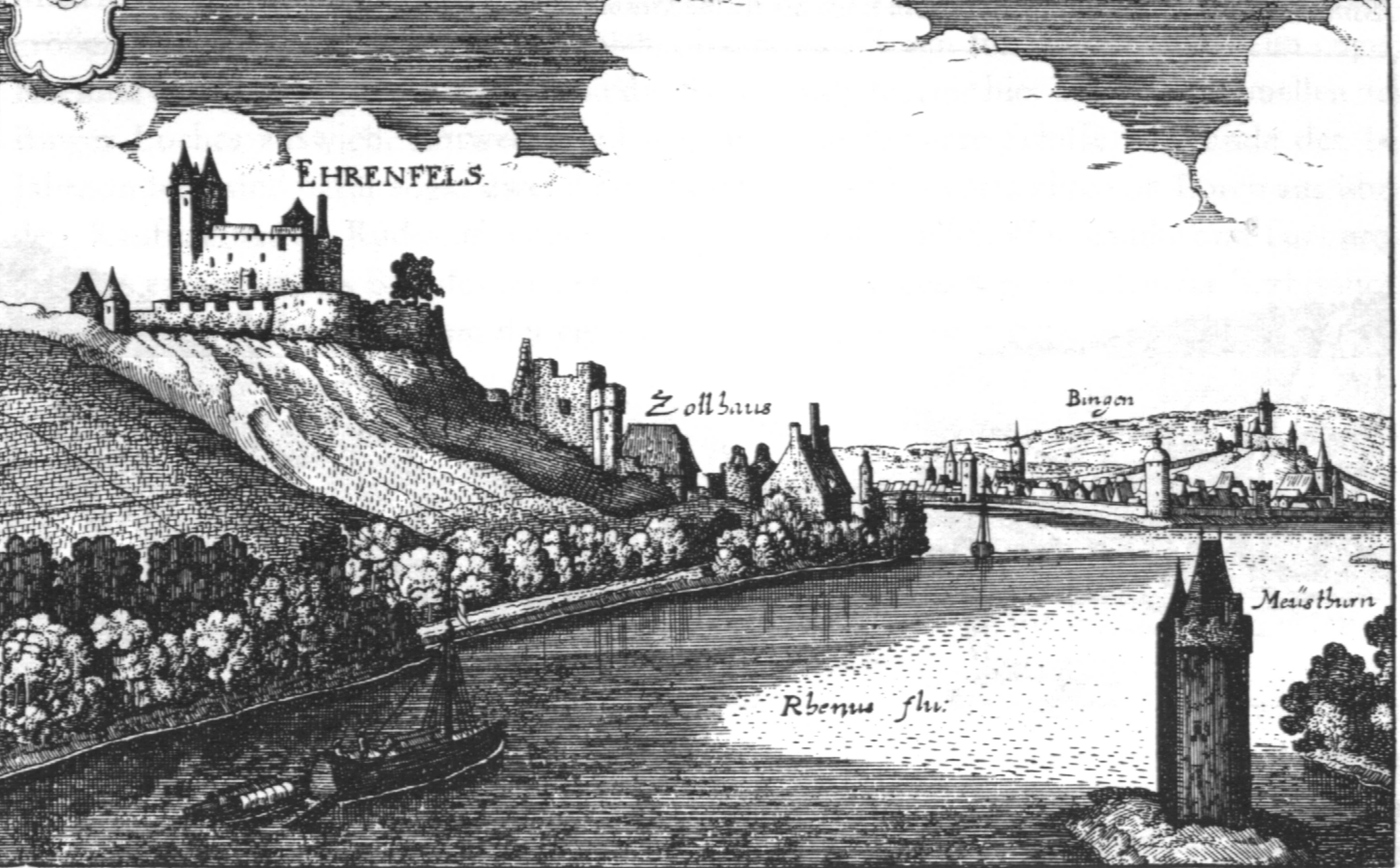
Zollhaus unterhalb der Burg 1646

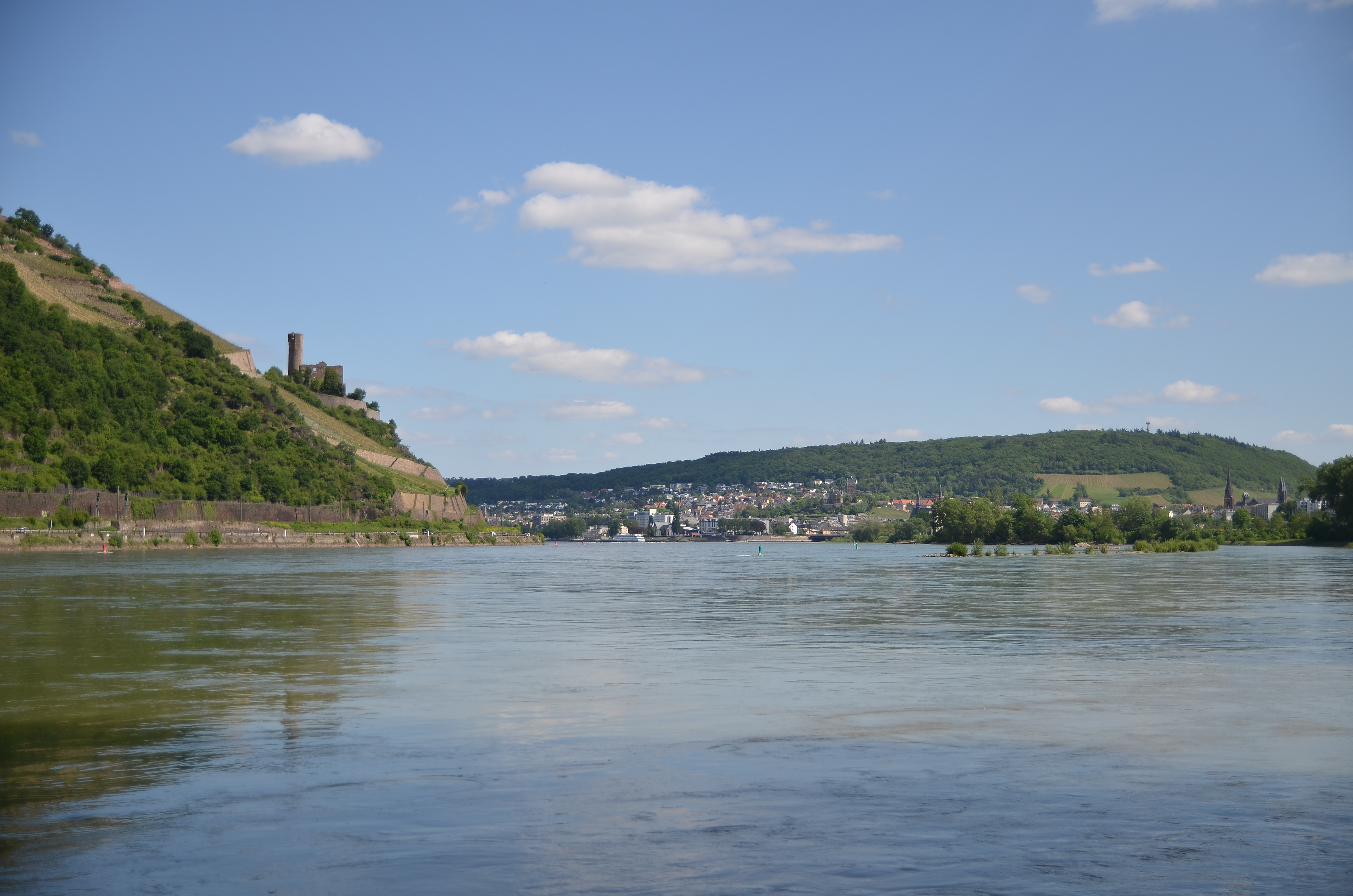
Lage der Burg Ehrenfels am Rhein, gegenüber Bingen

Über die Verwüstung der Burg gibt es zwei Theorien. Eine besagt, Erzbischof Anselm Casimir Wambolt von Umstadt habe die Burg 1636 niederbrennen lassen, um zu verhindern, dass sie als Schlupfwinkel diene. Als gesichert gilt jedoch, dass die Anlage 1689 im Laufe des Pfälzischen Erbfolgekriegs durch das Heer des französischen Marschalls Nicolas Chalon du Blé, Marquis d’Huxelles, schwer beschädigt wurde. Die äußeren Burganlagen wurden beim Anlegen weiterer Weinberge entfernt. Die Ruine wurde vom Mainzer Domkapitel aufgegeben und damit war der Niederwald zu verkaufen. 1693 befand dieser sich im Besitz der Grafen von Stadion. Im gleichen Jahr gingen Teile und dann nochmals 1705 der Rest der Liegenschaft an Johann Franz Sebastian von Ostein.
Die Burg, die 1866 an Preußen fiel, befindet sich heute im Besitz des Landes Hessen. Der Burghof ist mit Gittern zugesperrt, so dass ein Innenrundgang nicht möglich ist.